# Anna Engelking
Anna Albertyna Engelking, także Engelking-Szafrańska (ur. 13 kwietnia 1959 w Warszawie) – polska etnolożka, doktor habilitowana nauk humanistycznych w dyscyplinie etnologia (ze specjalnością antropologia białorutenistyczna, historia polskiej etnologii, etnolingwistyka), profesorka w Instytucie Slawistyki Polskiej Akademii Nauk (PAN).

## Życiorys
Ukończyła filologię polską (1983) oraz etnografię (1986) na Uniwersytecie Warszawskim (UW). Pracę doktorską napisaną pod kierunkiem Renaty Grzegorczykowej Magia ludowych rytuałów słownych na przykładzie klątwy w dyscyplinie językoznawstwo obroniła na Wydziale Polonistyki UW (1998). Habilitowała się na podstawie dorobku naukowego i książki Kołchoźnicy. Antropologiczne studium tożsamości wsi białoruskiej przełomu XX i XXI wieku w Instytucie Archeologii i Etnologii PAN (2013).
Pracowała w Instytucie Języka Polskiego Wydziału Polonistyki UW (lata 1983–1994), w Katedrze Etnologii i Antropologii Kulturowej UW (lata 1994–1998), Katedrze Kultury Białoruskiej na Wydziale Filologicznym Uniwersytetu w Białymstoku (lata 1997–2004), Ośrodku Badań nad Tradycją Antyczną w Europie Środkowo-Wschodniej UW (lata 2005–2007). Zastępczyni dyrektora ds. ogólnych Instytutu Slawistyki PAN w latach 2007–2011, dyrektorka Instytutu Slawistyki PAN w latach 2011–2015.
Członkini Zarządu Głównego Polskiego Towarzystwa Ludoznawczego (PTL) w kadencji 2015–2019.

## Rodzina
Siostrą Anny Engelking jest Barbara Engelking, psycholożka i socjolożka, profesorka i kierowniczka Centrum Badań nad Zagładą Żydów w Instytucie Filozofii i Socjologii PAN. Ojciec to Ryszard Engelking, profesor nauk matematycznych, związany z PAN i UW matematyk specjalizujący się w topologii, oraz tłumacz literatury francuskiej. Bratem stryjecznym Anny Engelking jest Leszek Engelking, polski filolog, literaturoznawca, poeta, nowelista, tłumacz i krytyk literacki, związany z Uniwersytetem Łódzkim (UŁ).

## Pełnione funkcje
- wiceprzewodnicząca Rady Naukowej Instytutu Slawistyki PAN (kadencja 2019–2022)[8]
- wiceprzewodnicząca Komitetu Nauk Etnologicznych PAN (kadencja 2020–2023)[9]
- wiceprezeska PTL (kadencja 2019–2023)[10]
- prezeska Oddziału Warszawskiego PTL (kadencja 2013–2017, 2017–2021)[11]
- członkini Rady Towarzystw Naukowych PAN z ramienia PTL (kadencja 2019–2022)[12]
- przewodnicząca Kapituły Nagrody Fundacji Slawistycznej (od 2017)[13]

## Zainteresowania badawcze
Historia polskiej etnologii (szczególnie w dwudziestoleciu międzywojennym) i slawistyki; antropologia i pamięć kulturowa wsi białoruskiej; problematyka pograniczy kulturowych (polsko-białorusko-litewskiego oraz białorusko-ukraińskiego).
Prowadzi badania terenowe na Białorusi. Opracowuje spuściznę i biografię naukową Józefa Obrębskiego, redaktorka poświęconej mu witryny internetowej.

## Wybrane projekty badawcze
- „Јузеф Обрембски – „Македонија”. Научна обработка и публикација на етнографската документација и монографските трудови на Јузеф Обрембски поврзани со македонскиот регион Порече”, realizowany w Фондација „Трифун Костовски“ (2018–2020); kierowniczka;
- „Slawistyczny dorobek przedwojennej etnologii polskiej online. Weryfikacja, opracowanie naukowe i upowszechnienie w otwartym dostępie nieznanej dokumentacji Józefa Obrębskiego z Macedonii sporządzonej w latach 1930.”, realizowany w Fundacji Slawistycznej (2018–2019); kierowniczka;
- „Macedońskie Porecze w 80 lat po badaniach Józefa Obrębskiego. Antropologiczne studium ciągłości i zmiany” (2011–2015); projekt NCN nr 2011/01/D/HS3/03583; wykonawczyni;
- „Granice i pogranicza w świadomości i działaniach społeczności lokalnych wschodniego pogranicza Polski” (2003–2005); projekt KBN nr 2H02E02023; wykonawczyni;
- „Analiza krytyczna i opracowanie etnograficznych materiałów poleskich Józefa Obrębskiego” (1995–1998); projekt nr 1P10805007; kierowniczka[5].

## Wybrane publikacje

### Książki
- 2000 Klątwa. Rzecz o ludowej magii słowa. Wrocław: Fundacja na Rzecz Nauki Polskiej (1. wyd)[5].
- 2010 Klątwa. Rzecz o ludowej magii słowa. Warszawa: Oficyna Naukowa (2. wyd)[15].
- 2017 The Curse. On Folk Magic of the Word. Warszawa: Instytut Slawistyki PAN[5].
- 2012 Kołchoźnicy: Antropologiczne studium tożsamości wsi białoruskiej przełomu XX i XXI wieku. Toruń: Wydawnictwo Naukowe UMK[16].

### Prace pod redakcją
- 2004 Nina Łuszczyk-Ilienkowa, Pińsk, Elektrownia. Mam dziesięć lat. Warszawa: Świat Literacki[17].
- 2007 Józef Obrębski, Polesie. Studia etnosocjologiczne. T. 1. Warszawa: Oficyna Naukowa[18].
- 2013 Czesław Pietkiewicz, Kultura społeczna Polesia Rzeczyckiego. Toruń: Muzeum Etnograficzne im. Marii Znamierowskiej-Prüfferowej – seria „Etnografia Ocalona”[19].
- 2020 Józef Obrębski, The Giaours of Macedonia. Selected writings. Warszawa: Oficyna Naukowa (translated from Polish by Helena Teleżyńska)[20][21].

### Artykuły
- 2021 „Our own traitor” as the Focal Point of Belarusian Folk Narrative on Local Perpetrators of the Holocaust. In: Places, Spaces, and Voids in the Holocaust. Vol. 3. Eds. Natalia Aleksiun and Hana Kubátová, München: Wallstein Verlag, p. 219–258[22].
- 2019 Nauka na usługach polityki? Przypadek Józefa Obrębskiego. „Sprawy Narodowościowe. Seria nowa” 51, DOI: 10.11649/sn.1863[23].
- 2018 Macedońskie Trobriandy. Józef Obrębski i pierwsze badania wsi europejskiej w paradygmacie funkcjonalizmu. „Lud”, t. 102, s. 185–210[24]
- 2018 Сказ полесского села, или о фольклоризации памяти о Второй мировой войне. „Славяноведение” nr 6, s. 27–46, DOI: 10.31857/S0869544X0001763-2[25].
- 2017 „Poleszuk” nieoswojony. Wokół funkcji chłopskości w konstruowaniu polskości, „Teksty Drugie” 6, s. 68–94, DOI: 10.18318/td.2017.6.5[26].
- 2015 The myth of the Tower of Babel and its consequences: The indigenous grammars of the mixed world. A contribution to the anthropology of borderlands (based on research in Belarusian-Lithuanian borderlands), „Český lid: Etnologický časopis” nr 1 (102), s. 1–26[27]
- 2014 Z dziejów wileńskiego ośrodka etnograficznego w dwudziestoleciu międzywojennym. W stronę profesjonalnych badań terenowych pogranicza polsko-litewsko-białoruskiego. [W:] W krainie wielu tradycji. Badania etnograficzne na pograniczu polsko-litewsko-białoruskim w XX i początkach XX wieku. Red. Krzysztof Snarski, Adam Żulpa, Muzeum Okręgowe w Suwałkach, s. 9–38[5].
- 2013 Simple Hardworking Christian Folks, or the Self-Image of Contemporary Belarusian Kolkhozniks: An Anthropologist’s Assessment of a Two-Decade Research Study. „East European Politics and Societies and Cultures”, vol. 27, no 2, p. 260–279, DOI: 10.1177/0888325412469663[28].
- 2012 Wokół pierwszej polskiej systematyki zamówień. O zapomnianej propozycji Józefa Obrębskiego. „Poznańskie Studia Slawistyczne” nr 3, s. 61–74[29]
- 1999 The natsyas of the Grodno region of Belarus: a field study. „Nations and Nationalism”, no 2(5), p. 175–206[30].

## Nagrody
Za książkę Kołchoźnicy: Antropologiczne studium tożsamości wsi białoruskiej przełomu XX i XXI wieku wyróżniona nagrodą Międzynarodowego Kongresu Badaczy Białorusi w kategorii „Najlepsza polska monografia dotycząca Białorusi w latach 2011–2015” (2016) oraz nagrodą „Przeglądu Wschodniego” 2012 w kategorii „Dzieła Krajowe”. W 2024 została odznaczona Srebrnym Krzyżem Zasługi. W 2025 na wniosek Polskiego Towarzystwa Ludoznawczego została odznaczona Brązowym Medalem „Zasłużony Kulturze Gloria Artis”.